# 方罗之争
方罗之争是于2012年初在中国发生的一起网络事件。即方舟子与罗永浩以新浪微博为主战场，在互联网上进行了长达半年的争执，后发展到线下，在社会上引起很大反响。

## 背景
罗永浩曾通過彭劍的介紹請方舟子吃过飯，並邀请方舟子加入其创建的牛博网。2006年，罗曾向方舟子作為主要受益人，但不參與管理的“打假基金”捐款一千元。后罗永浩因方舟子对柴静的责难不满而和方舟子產生筆戰，方舟子在“新语丝”网站上开辟专栏“牛博网现象”抨击罗永浩。此后两人时有龃龉，但罗一直在新浪微博中轉發關於方舟子打假和科普事业的消息。

## 起因
2011年12月21日晚11时11分，方舟子发出如下微博：“《三联生活周刊》网上好像读不到全文。前两篇介绍于建嵘和罗永浩？萧峰冷笑道：‘萧某大好男儿，竟和你这种人齐名！’”
之后，罗永浩在22日凌晨反唇相讥：“萧某大好男儿，有洁癖，交友极慎，只能忍受跟司马南这样的人齐名和称兄道弟。”当天，方舟子发了两条微博，称罗永浩为“罗装剽”，“很没品”。之后两天两人在微博上未有互动。直到12月25日方舟子发微博讽刺罗永浩，后罗永浩于26日回应。

## 经过
12月27日，“方罗大战”全面爆发。方舟子发微博称：“这个时代最怪诞的事情之一是流氓也讲政治搞慈善，而且全国各地到处给官员上课当师爷。之二是流氓也办教育搞维权，而且全国各地到处给青年演讲当人生导师。这是一个流氓的时代。”罗永浩反讥说：“这有什么怪诞的？流氓做的慈善也是慈善，流氓也有他的权利并且可以维护他的权利。就像精神病、心理残疾、人格扭曲、老婆学历造假的人都有权利把心一横出去搞学术打假一样嘛，这是他的权利。”之后，两人的争执愈发白热化。
方舟子认为罗永浩对其妻子论文的质疑是辱其家人，因此声明：“谁因此辱及我家人，我视为永远的私敌，绝不手软，绝不饶恕。这话永远有效。”之后，方舟子将打击范围扩大到罗永浩运营的教育机构：“从今日起我无限期地义务接受消费者对罗永浩负责的任何机构包括其英语学校和留学中介的投诉和调查”罗永浩对此表示欢迎。
之后，方舟子对罗永浩的机构及其雇员进行了一系列质疑：

### 《纽约时报》雇员兼职
方舟子质疑纽约时报上海办事处的顾卉妮同时在罗永浩的“留学咨询服务项目”中打工，违反了职业道德。顾卉妮回应说已向社长求证，社长认为未违反。但方舟子不接受这个说法，发微博称：“第一次知道国外报社记者还允许兼职，不担心会出现利害冲突？你对利害冲突的理解只是同行竞争？不会因为报道涉及兼职领域而出现偏颇？如果这个兼职项目是非法的呢？不过或许你的兼职项目很快要没了。”顾卉妮于是发了第二篇长微博，详细向方舟子解释。但方舟子仍指责她“兼职参与涉嫌欺骗美国大学的“留学咨询”业务”，终于激怒顾卉妮：“从此以后，坚决只接受武力挑战...我愿当面给俩耳光...网上再扯淡，孬种。”。方舟子回应称：“被人问一句兼职关系就发出暴力威胁，不愧是流氓（罗永浩）手下的，还好意思吃媒体这碗饭，砸《纽约时报》的牌子很爽是不是？虽然只是一个临时工。”后又称如果在美国，会向法院申请人身保护令，禁止顾卉妮接近他。

### 在美留学生兼职
方舟子在微博上贴出一些工作于“老罗英语”的留学顾问的姓名和照片，质疑其中“有好几位是美国在读留学生，F1身份，按美国法律是不能打工的。现在他们却在老罗的公司兼职。这是否符合美国法律？其所在大学、移民局、税务局是否会管？向各位美国移民法律专家请教。”一位自称“加州律师”的用户要方舟子将这些人的姓名和学校告诉他，称他将向美国移民和海关执法局写信要求调查，方舟子回复称“老罗英语网站上有你需要的信息。”

### 老罗英语培训涉嫌非法办学
方舟子发微博质疑：“罗永浩的公司叫“老罗和他的朋友们教育科技（北京）有限公司”，只是一家工商注册的企业，没有在北京市海淀区教委社管科注册，没有搞培训的资质。它挂靠到北京至圣嘉德培训学校搞老罗英语培训，和全国几家培训机构共用一个办学许可证，这是否合法？而且留学咨询不在该校经营范围，搞留学咨询是否合法？”

### 老罗英语培训涉嫌偷漏税
方舟子称：“罗永浩本人承认没有给大部分学员开具发票。根据《中华人民共和国发票管理办法》，应该开发票。应没收违法所得，处1万元以下罚款。”又称“经营者不主动给消费者开发票，有偷税漏税嫌疑，丰台区一家民办英语培训学校即因此被查处。罗永浩自己承认没有给大部分学员开发票，可能偷税漏税，请海淀地税查处。”

### 零基础英语课程涉嫌欺诈
方舟子称：“英语速成课程都是骗人的”并鼓励对课程内容不满的学员起诉罗永浩的机构。

### 外教资质
方舟子质疑“老罗英语培训”聘请的外教没有“外国专家证”。
罗永浩的机构由于方舟子的以上质疑被工商调查。老罗也去了公安局自首。
方舟子也对罗永浩的父亲进行了如下质疑。

#### 罗永浩的父亲
1月15日，方舟子发了这样一则微博：“某个延边人的实名（隐去）报料，是真的吗？【罗永浩的父亲是和龙市龙门的靠打砸抢起家的革委会起家的，延边二中是延边州排名第一的重点高中，是罗永浩父亲罗昌珍动用手里的权力进入的，罗永浩一直排名倒数第一，学习成绩跟不上，相差太远没有办法被劝退的，罗永浩和他的哥哥都是延吉市出了名的混混儿。】”
1月17日后，方舟子的注意力转向韩寒，从此卷入了漫长的韩寒被质疑造假事件。从此方舟子再未对罗永浩及其机构进行密集的质疑。罗永浩加入了支持韩寒的阵营，并不时讽刺方舟子。

## 罗永浩的反击
罗永浩对方舟子的每一项质疑几乎都有回应。在方舟子停止质疑后，罗永浩反客为主，质疑以方舟子为受益人的两个基金（资金）涉嫌违法，并在3月22日与媒体一起到民政、税务、公安部门举报方舟子的基金。罗永浩亦要求与方舟子就基金问题在媒体前当面对质，方舟子拒绝。
3月9日，罗永浩发起“我也可以很方很舟子杯”恶搞征文大赛。。3月12日，罗永浩将新浪微博头像换成了方舟子版并保留至8月底。3月27日，罗永浩发起“给方舟子一个眈眈”---- 大型网络行为艺术活动。

### 与律师彭剑对质
3月28日，罗永浩成功拦截到方舟子和其律师彭剑并当面对质。方舟子未理睬罗永浩，低头看手机，后进入电梯离开。彭剑留下来回应罗永浩的质问，整个过程被罗永浩所带摄影师录像。罗永浩随后在新浪微博上公布该录像。该条微博被转发了6万多次，视频被观看了189万次，引起轰动。罗永浩针对彭剑的“给丫一个特写”成为网络流行语。
4月上旬后，罗永浩高调宣布准备做手机，对方舟子的质疑在其微博上开始占据次要位置，但仍时不时发布微博抨击方舟子。

### 年度演讲
6月10日，罗永浩在北展剧院举行年度演讲“一个理想主义者的创业故事III”。在3个小时的演讲中，罗永浩详细介绍了自己和方舟子的恩恩怨怨，并诚征《你不知道的方舟子》作者。该视频被观看了140余万次，引起反响。
6月17日（父亲节），罗永浩要求方舟子为对其父亲的造谣道歉，并称如果方拒绝，将给他的头上“泼点糊状物”。

### 办学资格
6月28日，罗永浩发微博称：由于“方舟子及其爪牙”的举报，他的学校可能在2013年3月前失去办学资格，因此发声明希望大家转发。1日内，该微博被新浪设置成不能评论和转发。
6月28日，罗永浩发出微博，在方舟子居住的小区求租，要与方做邻居。

## 后续
在2012年8月方舟子退出新浪微博转至搜狐微博后，罗永浩在新浪微博一度撤下有方舟子头像的头像，并不再提到方舟子。但当方舟子在搜狐微博声称罗是由于收到其律师函而撤下之后，罗又在搜狐微博换上该头像。之后罗永浩未在新浪微博上提起方舟子，可以视为此事已告一段落。
罗永浩在2012年6月的一次演讲中给老罗英语培训机构打广告，称是“方舟子承诺终生免费监督质量”的机构。方舟子旋即以广告侵犯姓名权、肖像权等为由将罗永浩等告上法庭。2013年11月，一审法院判决驳回了方舟子的全部诉讼请求。方舟子上诉至北京一中院。2014年4月25日北京市一中院终审判决老罗科技公司构成对方舟子肖像权的侵犯，要求删除侵权视频，并支付合理费用1055元。